# Macromitrium sharpii
Macromitrium sharpii är en bladmossart som beskrevs av H. Crum och Dale Hadley Vitt 1979. Macromitrium sharpii ingår i släktet Macromitrium och familjen Orthotrichaceae. Inga underarter finns listade i Catalogue of Life.